# Wolfgang Borger
Wolfgang Borger (4 de Abril de 1913 - 2 de Setembro de 1944) foi um comandante de U-Boot que serviu na Kriegsmarine durante a Segunda Guerra Mundial.